# Dubne (szczyt)

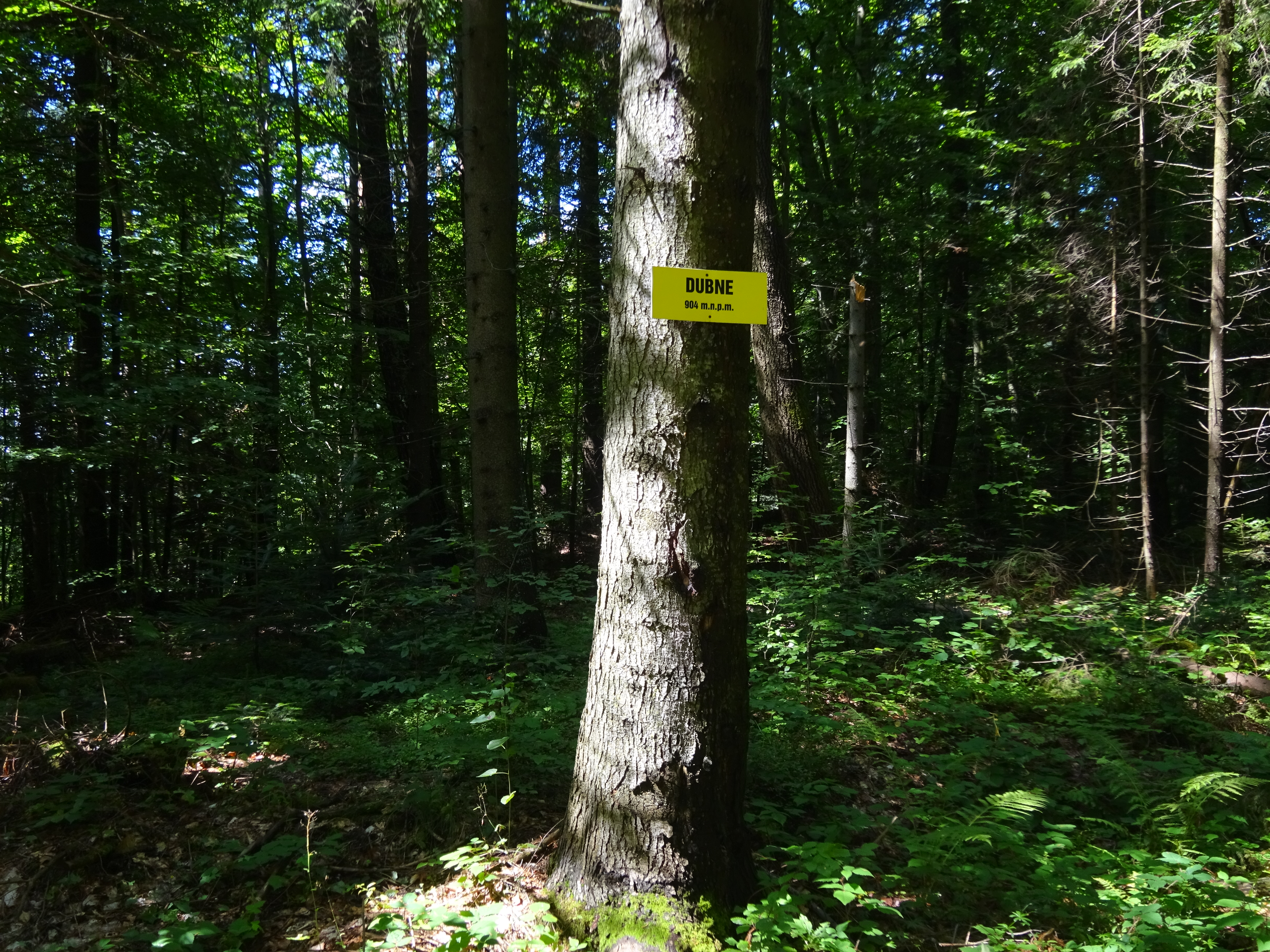
Szczyt Dubnego

Dubne (904 m) – szczyt w głównym grzbiecie Gór Leluchowskich, które w polskiej regionalizacji fizycznogeograficznej według Jerzego Kondrackiego zaliczone zostały do Beskidu Sądeckiego, w nowszej regionalizacji z 2018 r. wraz z Górami Lubowelskimi do Pogórza Popradzkiego.
Dubne jest zwornikiem; odgałęzia się od niego we wschodnim kierunku grzbiet do Barwinka. Są trzy grzbiety, a więc i trzy doliny i trzy potoki spływające ze stoków Dubnego: Młynne uchodzący do Muszynki, Zimne uchodzący do Popradu i Dubne (dopływ Smereczka). Sam szczyt jest porośnięty lasem, ale na zachodnich stokach, w źródliskach potoku Zimne znajdują się jeszcze dwie nieduże i zarastające lasem polany. Duża polana znajduje się u podnóży stoków wschodnich, w dolinie potoku Dubne. W podszczytowych partiach stoków wschodnich znajduje się rezerwat przyrody Hajnik chroniący fragment naturalnej buczyny karpackiej oraz również naturalnego lasu jodłowego.
Na szczycie Dubnego graniczą z sobą trzy miejscowości: Muszyna, Powroźnik i Dubne – wszystkie w województwie małopolskim, w powiecie nowosądeckim, w gminie Muszyna.

## Szlaki turystyczne
– żółty: Muszyna – Malnik – Garby – Przechyby – Dubne – Wojkowa – Kamienny Horb – Pusta (867 m) – Wysoka Horka – Bukowina – Muszynka. 7:30 h, ↓ 6:45 h
 – niebieski: Leluchów – Kraczonik – Zimne – Dubne – Przechyby – Garby – Powroźnik. 4 h, ↓ 3:45 h